# 박건영
박건영(한국 한자: 朴建映, 1987년 3월 14일 ~ )은 대한민국의 전 축구 선수이며, 포지션은 수비수였다.